# Волянський Богдан Єлисейович
Волянський Богдан Єлисейович (Олисійович) (1901–1937) — відомий український зоолог, дослідник фауни хребетних Причорномор'я.

## Біографія
Богдан Волянський народився 24 травня 1901 року в місті Одесі, в сім'ї військового лікаря Єлисея Волянського (мати — Віра Комарова). Дитинство пройшло в Керчі, куди сім'я переїхала у зв'язку з новим призначенням тата. В Керчі Богдан навчався в гімназії. Тоді ж захопився вивченням фауни.

Богдан Волянський із сестрою Вірою (Керч, 1913 рік)

1918 року сім'я Волянських повернулася до Одеси, де Богдан продовжив своє навчання у 4-й чоловічій гімназії. Після закінчення 8-го класу поступив на навчання до Одеського сільськогосподарського інституту. Тут познайомився з професором Олександром Браунером, з яким надалі багато співпрацював.
У 1923–1925 роках був викладачем природознавства при «Дитячому містечку» (дитячий притулок), де організував гурток юннатів та живий куточок.
Протягом 1927–1930 років навчався в аспірантурі при Одеському Зообіні (Зоолого-біологічний інститут, що був створений на час розформування Одеського університету).
Сім подальших років — з 1931 до 1937 — Богдан Волянський працював на посаді доцента в Одеському сільгоспінституті. Протягом 1936–1937 років Богдан Єлисеєвич брав участь у вивченні решток викопних тварин, яких у великій кількості знаходили в Одеських каменоломнях («катакомбах»).
25 грудня 1937 р. Богдана Волянського заарештували за його проукраїнську діяльність. Вирок (ВМП — «вища міра покарання») оголошено 28 грудня 1937 року. Богдана розстріляли 30 грудня 1937 р. Похований, як і всі розстріляні в ті часи в одеському ДОПРі, під парканом ІІ міського цвинтаря Одеси. Могила ніяк не позначена (місце біля гаражів).

## Родина
Богдан — старший брат відомого зоолога Юрія Волянського та відомого кінорежисера Віри Волянської, племінник відомого науковця Богдана Комарова. У спогадах Віри Волянської («Між степом та морем» 2009) згаданий також «наш дядя Міша, професор мінералогії Одеського університету» (Михайло Дмитрович Сидоренко ).
Батьки Волянські — Єлисей Іванович (1872—1930) та Віра Михайлівна (1879—1963).
Діти Волянських — Богдась (1901—1937), Ромчик (1902—1929), Михась (1905—1941), Віра (1909—2004), Юрик (1911—1986).

## Найвідоміші праці
Богдан Волянський — автор близько 15-20 наукових праць. В архівах НКВД дотепер зберігається його монографія «Птахи Одещини», що була рецензована проф. О. Браунером та здана до друку у видавництво АН УСРР (1937), проте була репресована разом із автором. У спогадах сестри Віри Волянської також є згадки про так і не видану книгу «Птахи Криму, переважно Керченського півострова».
- Волянський Б. Є. Матеріали до пізнання фавни наземних хребовців Одещини. 1. Замітки під час подорожі до м. Балти та в Балтській окрузі // Южная охота. — 1924. — № 5-6. — С. 16-20.

- Волянський Б. Є. Фавна птахів міста Одеси // Записки Одеського наукового при УАН товариства. Природничо-математична секція. — 1927. — Т. 1. — С. 45-70.

- Волянський Б. Є. Земноводні та плазуни околиць міста Одеси (Етюди до ойкології та економічного значення) // Записки природничо-математичної секції Одеського наукового при УАН товариства. — Одеса, 1928. — Т. 2. — С. 75-109.

- Волянський Б. Замітки про звірів Керченського півострова (Крим) // Збірник праць Зоологічного музею. — 1929. — № 7. — С. 29-36. [= Труди Фіз.-Мат. Відділу ВУАН. — 1929. — Т. 13, вип. 1. — С. 27-34].